# Indomable (álbum)
Indomable es el quinto álbum de estudio del grupo español de heavy metal Tierra Santa. El disco está compuesto de 10 canciones y salió a la venta en 2003.

## Inspiración
El disco está inspirado mayormente en leyendas e historias de la antigüedad, como por ejemplo «Indomable», que está inspirado en la historia de Espartaco. Las canciones que destacan de Indomable son: «Alas de fuego», «Indomable» y «Azote de Dios»

## Lista de canciones
1. «Alas de fuego» — 4:33
2. «Indomable» — 4:50
3. «Quién llora hoy por ti» — 5:57
4. «Hamlet» — 3:56
5. «El canto de las sirenas» — 4:00
6. «Coro de guerreros» — 0:41
7. «Las walkirias» — 5:06
8. «El corazón del guerrero» — 3:57
9. «Azote de Dios» — 4:21
10. «Las puertas del infierno» — 4:27

## Formación
- Ángel San Juan — voz y guitarra
- Arturo Morras — guitarra
- Roberto Gonzalo — bajo
- Iñaki Fernández — batería
- Juanan San Martín — teclado